# Noemí Santana
Noemí Santana Perera, née le 31 janvier 1984 à Las Palmas de Grande Canarie (îles Canaries), est une femme politique espagnole, membre de Podemos. Elle est députée de la XV législature des Cortes depuis août 2023.
Elle est la secrétaire générale de Podemos dans les îles Canaries de 2017 à 2020. Elle a auparavant été députée au Parlement des Canaries et conseillère aux Droits Sociaux, à l'Égalité, à la Diversité et à la Jeunesse au sein du gouvernement Torres entre 2019 et 2023.

## Biographie

### Jeunesse et formation
Noemí Santana Perera naît le 31 janvier 1984 à Las Palmas de Grande Canarie.
Elle étudie à l'université de Las Palmas de Grande Canarie dont elle sort diplômée en administration et direction des entreprises. Pendant cette période, elle fait partie des collectifs Assemblée des étudiants et Assemblée Populaire de Grande Canarie, ainsi que de l'association écologiste Échale Mojo.

### Débuts en politique
Elle adhère en 2007 au parti de centre-gauche Nouvelles Canaries (NC), dont elle fait ensuite partie du bureau national et dont elle devient secrétaire de son organisation de jeunesse. Elle figure en 6e position sur la liste du parti pour les élections municipales de 2011 dans sa ville natale, mais n'est pas élue, celle-ci n'obtenant que deux sièges. Elle quitte ensuite NC et commence à militer dans diverses organisations de la gauche canarienne. A partir de 2011, elle travaille comme assistante administrative dans l'entreprise Ferrocarriles de Gran Canaria responsable du projet du train de Grande Canarie.

### Podemos
Elle rejoint le parti Podemos après avoir assisté à sa première assemblée à Las Palmas en 2014.
Elle est choisie comme tête de liste pour les élections au Parlement des Canaries de 2015 à l'issue desquelles Podemos obtient sept sièges de députés. Santana est ensuite choisie pour être la porte-parole de son groupe, qui siège dans l'opposition, au Parlement régional.
En juin 2017, elle se présente à l'élection pour le secrétariat général de Podemos Canaries, qu'elle remporte face à Conception Monzón et à Juan Márquez, recueillant 37 % des voix, contre respectivement 30 et 26,8 % pour ces deux autres candidats. Elle succède ainsi à Meri Pita.
En mai 2019, elle est réélue députée pour la circonscription de Grande Canarie lors des élections au Parlement des Canaries (pour lesquelles elle était tête de liste d'Unidas Podemos), mais sa liste n'obtient que quatre sièges, en perdant trois par rapport à la législature précédente. Elle allie ensuite sa formation à celle du socialiste Ángel Víctor Torres afin de former le gouvernement Torres. Au sein de celui-ci, elle est conseillère aux Droits sociaux, à l'Égalité, à la Diversité et à la Jeunesse. Laura Fuentes, directrice générale de la Jeunesse du gouvernement régional, est élue le 16 octobre 2020 coordinatrice générale de Podemos Canaries avec 85 % des voix et succède à Noemí Santana, qui la soutenait.
En mai 2023, elle est pour la troisième fois tête de liste de Podemos lors des élections au Parlement des Canaries, mais échoue cependant à obtenir une représentation, dans un contexte de division et de concurrence entre deux listes de gauche radicale, après la décision d'Alberto Rodríguez de présenter sa propre liste (Projet Drago).
À la suite de la défaite de la gauche à ces élections aux parlements des communautés autonomes ainsi qu'aux élections municipales, le président du gouvernement Pedro Sánchez convoque des élections générales anticipées pour juillet 2023. Noemí Santana fait partie des candidates et des candidats de la liste de la coalition Sumar, qui rassemble plusieurs formations politiques dont Podemos.
À l'issue de ces élections, elle fait partie des quatre candidats de Podemos à être élus et à donc obtenir un siège au Congrès. Elle est la seule de la coalition à représenter les Canaries.